# Альфа-коэффициент
Альфа-коэффициент (альфа-фактор) — показатель, рассчитываемый для ценной бумаги или портфеля ценных бумаг, связывающий доходность ценной бумаги (портфеля) с доходностью близкого фондового индекса.

## Расчёт коэффициента
Альфа-коэффициент является коэффициентом {\displaystyle \alpha } в линейной регрессии доходности актива за период {\displaystyle r_{a,t}} относительно доходности близкого рыночного индекса {\displaystyle r_{p,t}}
{\displaystyle r_{a,t}=\alpha +\beta _{a}r_{p,t}+\varepsilon _{t}}
где {\displaystyle \beta } — бета-коэффициент, а {\displaystyle \varepsilon _{t}} — ошибка модели